# Dendrobium platyclinoides
Dendrobium platyclinoides är en orkidéart som beskrevs av Johannes Jacobus Smith. Dendrobium platyclinoides ingår i släktet Dendrobium, och familjen orkidéer. Inga underarter finns listade i Catalogue of Life.